# Општина Татаруши (Јаши)
Татаруши (рум. Tătăruşi) општина је у Румунији у округу Јаши.
Oпштина се налази на надморској висини од 294 m.